# 靈戈爾德 (馬里蘭州)
靈戈爾德（英語：Ringgold）是位於美國馬里蘭州華盛頓縣的一個普查規定居民點。

## 人口
根據2020年美國人口普查的數據，靈戈爾德的面積為0.75平方千米，當中陸地面積為0.75平方千米，而水域面積為0.00平方千米。當地共有人口166人，而人口密度為每平方千米221.33人。